# Feliks Kasprzak
Feliks Kasprzak (ur. 19 listopada 1883 w Kwiatkowie, zm. 2 września 1972 w Ostrowie Wlkp.) – polski dziennikarz i działacz polityczny, członek Naczelnej Rady Ludowej w 1918 roku, członek Rady Związku Powiatów Rzeczypospolitej Polskiej w 1933 roku, podporucznik Związku Walki Zbrojnej i Armii Krajowej podczas II wojny światowej.

## Życiorys
Absolwent Królewskiego Gimnazjum w Ostrowie, studiował nauki techniczne i ekonomiczne w Gdańsku i Wrocławiu.
Od 1906 roku pracownik Gazety Ostrowskiej, później jej redaktor. W latach 1911-1913 redaktor naczelny Gazety Ludowej w Katowicach. W latach 1914–1919 redaktor naczelny Dziennika Berlińskiego. Współtwórca Polskiego Biura Prasowego w Berlinie. W 1918 roku delegat na Sejm Dzielnicowy w Poznaniu. Organizator propagandy podczas plebiscytów. Starosta kępiński, krotoszyński, gnieźnieński.
Podczas niemieckiej okupacji wstąpił do Związku Walki Zbrojnej. Założył Biuro Wojskowe Okręgu Poznańskiego AK. Utworzył zawiązki RW w Sycowie, Namysłowie, Oleśnicy i Krzyżu. Został aresztowany przez Gestapo 14 kwietnia 1944. Zbiegł podczas zorganizowanego przez Niemców marszu ewakuacyjnego i wrócił do Ostrowa Wlkp.
Był wielokrotnie aresztowany i przesłuchiwany przez komunistyczny Urząd Bezpieczeństwa.
Emerytowany w 1949. Pisywał później m.in. do Gazety Ostrowskiej i Południowej Wielkopolski.

## Ordery i odznaczenia
- Złoty Krzyż Zasługi (5 sierpnia 1929)[4]